# Malka Poleana
Malka Poleana (în bulgară Малка поляна) este un sat în Obștina Aitos, Regiunea Burgas, Bulgaria.

## Demografie
Componența etnică a satului Malka Poleana
     Bulgari (2,11%)
     Turci (96,47%)
     Nicio identificare (1,41%)
     Altele (0%)
La recensământul din 2011, populația satului Malka Poleana era de 425 locuitori. Din punct de vedere etnic, majoritatea locuitorilor (96,47%) erau turci, cu o minoritate de bulgari (2,11%). Pentru 1,41% din locuitori nu este cunoscută apartenența etnică.